# Victor Magnien (musicien)
Cet article concerne le musicien français. Pour l'helléniste français, voir Victor Magnien. Pour les autres homonymes, voir Magnien (homonymie).
François Victor Antoine Magnien, né le 21 novembre 1802 à Épinal et mort le 8 juin 1885 à Lille, est un violoniste, guitariste, chef d'orchestre, professeur et compositeur français.

## Biographie
Il fut baptisé le 22 novembre 1802, jour de la Sainte-Cécile, sainte patronne des musiciens.
Selon Bone (1914/54), le père de Magnien était un administrateur de la province de la Haute-Marne qui fut démis de ses fonctions lorsque les armées alliées envahirent la France en 1815 au cours de la Restauration des Bourbons. À partir de 1817, il étudie pendant deux ans à Paris : le violon avec Rodolphe Kreutzer et la guitare avec Ferdinando Carulli. En 1820, sa famille s'installe à Colmar où "il débute une carrière de greffier dans les bureaux municipaux", mais l'association de son père avec le colonel Augustin Joseph Caron, exécuté pour complot en 1822, lui fait à nouveau perdre son emploi et jette la famille dans des difficultés financières. Cela amène le jeune musicien à enseigner le violon et la guitare afin de subvenir aux besoins de sa famille, gagnant rapidement la bienveillance de familles influentes de Colmar.
Après quelques années, il continue d'enseigner à Mulhouse. De là, il passe trois mois par an à Paris pour poursuivre ses propres études : le violon désormais avec Pierre Baillot et Charles Philippe Lafont, la guitare à nouveau avec Carulli, et la composition avec François-Joseph Fétis. Ses premières compositions sont des duos pour violon et guitare publiés à partir de 1827 à Paris chez Richault qui restera son éditeur tout au long de sa carrière.
Lors de la Révolution de juillet 1830, Magnien donne des concerts en Allemagne. En 1833, il est nommé chef d'orchestre de la Société philharmonique de Beauvais (aujourd'hui l'Orchestre philharmonique de l'Oise), orchestre qu'il dirige pendant 13 ans. Le 15 novembre 1854, il devient directeur du Conservatoire de Lille où il enseigne encore, en plus des fonctions administratives, le violon et la guitare. Il devient chevalier de la Légion d'honneur le 14 août 1869, confirmé dans un second acte du 29 janvier 1872. Il démissionne de ses fonctions de directeur du conservatoire le 20 juillet 1879 puis Ferdinand Lavainne lui succède.
Stanislas Verroust dédie à Magnien son cinquième concerto pour hautbois.
Magnien est décédé à Lille, à l'âge de 82 ans.

## Musique
La majorité des compositions de Victor Magnien est écrite pour les deux instruments qu'il a initialement étudiés, le violon et la guitare, dont plusieurs duos pour les deux instruments (opus 1, 5 et 6). Il a publié au moins 11 œuvres pour guitare seule, dont plusieurs œuvres multi-mouvements ou albums de plusieurs pièces, ainsi qu'au moins deux duos de guitare (opus 10 et 35). Sa musique pour violon comprend plusieurs duos pour violon et piano, une Fantaisie, op. 14 pour deux violons et une œuvre pour violon seul (Op. 41).
Sa musique est parfaitement adaptée aux instruments qu'il a choisis. Il comprend des œuvres techniquement ambitieuses et mélodiquement attrayantes dans le style romantique contemporain. Après une longue négligence, certaines œuvres pour guitare ont été relancées et enregistrées ces dernières années.

## Œuvres choisies
Malheureusement, dans le cas de Richault, les numéros de planche de l'éditeur ne donnent pas d'indication sur les dates de publication, et le catalogue en ligne de la Bibliothèque nationale de France ne donne pas non plus beaucoup de dates. Bone indique 1827 à 1831, mais cette période devait en fait être beaucoup plus longue.
Il publia également quelques messes pour orgue et orchestre.
Il écrivit par ailleurs des biographies de Gioachino Rossini, Carl Maria von Weber et Felix Mendelssohn.

### Musique pour guitare
- Variations sur l'air russe "Schöne Minka" et sur un thème de Préciosa, op. 7
- Six Andante à plusieurs parties, op. 8
- Nocturne concertant, op. 10, pour deux guitares
- Deux quadrilles de contredanses, op. 13
- Variations, préalables d'une introduction sur un thème suisse préféré, op. 15
- Six Menuets, op. 16
- Six Andante, op. 17
- Bataille, fantaisie imitative, op. 18
- Premier mélange sur des airs favoris de l'opéra "Il Crociato" de Meyerbeer, op. 20
- Grandes variations sur un thème de l'opéra de "Sémiramis" de Rossini, op. 22
- Douze Galopes, op. 23
- Thème original varié, op. 28
- Deux Duos, op. 35, pour deux guitares

### Musique pour violon
- Duos concertants, op. 1, pour violon et guitare
- Thème de "Preciosa" (de Weber), varié, op. 2, pour violon et quatuor à cordes ou piano
- Duo concertant, op. 5, pour violon et guitare
- Duo concertant, op. 6, pour violon et guitare
- Fantaisie et variations concertantes sur un thème suisse préféré, op. 14, pour deux violons
- Étude pour le violon, op. 41, 1842
- 4 Mélodies dans les 3 premières positions, op. 48, pour violon et piano, 1859
- Fantaisie-Caprice, op. 49, pour violon et piano, 1853
- 2ème Divertissement : Boléro, op. 52, pour violon et piano, 1858

### Musique pour piano seul
- Le Soir au bord d'un lac suisse, op. 51, 1854
- Deux Morceaux élégants (Londres, 1854) ; 1. Jeanne Hachette, 2. Souvenir de Beauvais
- Morceau de salon, op. 53, 1861
- Frère et sœur. Deux romances sans paroles, op. 54, 1863 ; en ligne sur Gallica.

### Écrits
- Théorie musicale (Paris : Richault, 1837)
- Notice biographique sur Charles-Marie, baron de Weber (Beauvais : Moisand, 1847)
- Résumé historique de la musique en France[6]

## Enregistrements
- Duos concertants, Op. 5 et 6, interprétés par Gilles Colliard (violon) et Agustin Maruri (guitare) (EMEC Records E 041, 2012).
- Œuvres pour guitare, Opp. 8, 16, 17, 28, interprété par Pascal Valois (Centaur CRC 3469, CD 2016)[8].
- Andante, op. 17 n° 1, interprété par David Jacques (ATMA Classique ACD2 2806, CD 2020).

## Décorations
- Chevalier de la Légion d'honneur le 14 août 1869